# Петрова Пољана
Петрова Пољана је насељено место на Кордуну, у саставу општине Војнић, Карловачка жупанија, Република Хрватска.

## Историја
Петрова Пољана се од распада Југославије до августа 1995. године налазила у Републици Српској Крајини.

## Становништво
Петрова Пољана је према попису из 2011. године имала 17 становника.

### Број становника по пописима
| Националност   | 2001. | 1991. | 1981. | 1971. | 1961. | 1953. | 1948. | 1931. | 1921. | 1910. | 1900. | 1890. | 1880. | 1869. | 1857. |
| бр. становника | 14    | 46    | 58    | 98    | 137   | 127   | 129   | 155   | 139   | 138   | 140   | 144   | 131   | 146   | 130   |

### Национални састав
| Националност       | 2001.     | 1991.       | 1981.       | 1971.       | 1961.      |
| Срби               | 14 (100%) | 45 (97,82%) | 57 (98,27%) | 97 (98,97%) | 137 (100%) |
| Хрвати             | 0         | 0           | 0           | 0           | 0          |
| Југословени        | 0         | 0           | 0           | 0           | 0          |
| остали и непознато | 0         | 1 (2,17%)   | 1 (1,72%)   | 1 (1,02%)   | 0          |
| Укупно             | 14        | 46          | 58          | 98          | 137        |